# Кажлейка
Кажлейка (рос. Кажлейка) — село в Дальнеконстантиновському районі Нижньогородської області Російської Федерації.
Населення становить 52 особи. Входить до складу муніципального утворення Суроватихинська сільрада.

## Історія
Від 2009 року входить до складу муніципального утворення Суроватихинська сільрада.

## Населення
| 2002 | 2010 |
| ---- | ---- |
| 159  | ↘52  |